# Ayşe Sultan (dcera Bayezida II.)
Ayşe Sultan (1465–1515) byla osmanská princezna. Byla dcerou sultána Bayezida II. a jeho konkubíny Nigar Hatun. Byla sestrou sultána Selima I.

## Biografie
V roce 1480 jí byl za manžela vybrán Damat Guveyi Sinan Paşa, kterého si ještě téhož roku vzala. Sinan byl guvernérem Anatolie a Rumélie. Jeho zeť jim věnoval sultánskou vesničku Üsküdar, kde bylo pár sídel sultánů. Zde také nechal Sinan postavit mešitu. Založil také waqf nedaleko vesnice Gelibolu, kterou odkoupila Ayşe.
V tomto manželství se narodily tři dcery; Ayşe Hanımsultan, Gevherşah Hanımsultan a Kamerşah Hanımsultan. V roce 1504 ovdověla a přestěhovala se zpátky do hlavního paláce v Konstantinopoli a její bratr Selim jí dal příspěvek. Během svého života nechala vybudovat mešitu v Edirne a další mešitu a školu v Gelibolu.
Zemřela v roce 1515 v Konstantinopoli.